# باد كولير (ممثل)
باد كولير (بالإنجليزية: Bud Collyer)‏ هو ممثل أمريكي، ولد في 18 يونيو 1908 في نيويورك في الولايات المتحدة، وتوفي في 8 سبتمبر 1969 في غرينيتش في الولايات المتحدة.

## أعمال

### مسلسلات
- سوبر مان

## وصلات خارجية
- باد كولير على موقع IMDb (الإنجليزية)
- باد كولير على موقع إن إن دي بي (الإنجليزية)
- باد كولير على موقع قاعدة بيانات الفيلم (الإنجليزية)
- باد كولير على موقع كينوبويسك (الروسية)